# قسطنطين سيمونيدس
قسطنطين سيمونيدس (باليونانية: Κωνσταντίνος Σιμωνίδης) (باللاتينية Constantine Simonides) باليوغرافي وتاجر أيقونات ومتعلم خبير في المخطوطات والخطوط، تفوق على معاصريه بقدراته الأدبية. وكان أهم مزور في القرن التاسع عشر حسب علماء الباليوغرافيا.
ولد في جزيرة سيمي اليونانية الصغيرة في 1820 أو 1824، ومات في مصر في 1867 بسبب الجذام.
عاش في أديرة في جبل آثوس بين 1839 و1841 وأيضا في 1852، حصل خلال ذلك على بعض المخطوطات الكتابية التي باعها لاحقا. صنع أيضا عدة مخطوطات نسبها للعصر الهيليني والعصر البيزنطي المبكر. زور عددا من المخطوطات والوثائق وادعى أنها النسخ الأصلية لإنجيل مرقس والمخطوطات الأصلية لأشعار هوميروس. باع بعض هذه المخطوطات المزورة إلى ملك اليونان. كشف علماء اليونانية تزويراته فغادر اليونان وسافر من بلد إلى آخر مع تزويراته. زار إنكلترا بين 1853 و1855. طبعت بعض أعماله في موسكو وأوديسا وإنكلترا وألمانيا، وكتب أعمالا لم تطبع.
عرض بين 1843 و1856 عدة مخطوطات مزورة للبيع في أماكن مختلفة من أوروبا ادعى أنها أثرية. أثار الدهشة بصنع كمية من المخطوطات اليونانية ادعى أنها قديمة جدا، مثل مخطوطة لهوميروس في خط كتابة قبل تاريخي، ونسخة من إنجيل متى كتبت على ورق البردي ادعى أنها كتبت بعد 15 سنة من صعود المسيح، وأجزاء من العهد الجديد نسبها للقرن الأول. ادعى في مقال في صحيفة الغارديان أنه الكاتب الأصلي للمخطوطة السينائية وأنها «عمل سيء من شبابه» كتبها في 1834. ادعى أنه زار سيناء في 1852 ورأي المخطوطة لكن العالم هنري برادشو كشف تفاهة ادعاءاته.
لم يحترم أي عالم ورفض الآراء العلمية السائدة لدى العلماء. فسر الهيورغليفات المصرية بطريقة مختلفة عن شامبليون وعلماء المصريات. لكن بعد نسبته كتابة المخطوطة السينائية لنفسه انهارت مصداقيته.

## مواقع خارجية
- Christianity, pp. 1888-1890.
- Forging ahead[وصلة مكسورة]
- A Collection of Forgeries and Hoaxes نسخة محفوظة 2 أغسطس 2008 على موقع واي باك مشين.